# Lou Polli
Louis Americo Polli (Baveno, 9 luglio 1901 – Berlin, 19 dicembre 2000) è stato un giocatore di baseball italiano naturalizzato statunitense, di ruolo lanciatore.
Nato nella cittadina sulle rive del Lago Maggiore, emigrò in tenera età negli Stati Uniti con la famiglia a Barre (Vermont), dove il padre Battista aveva trovato lavoro nelle locali miniere di granito.
Dopo aver giocato anche a basket e football negli anni del College, Polli iniziò la propria carriera nelle leghe minori, alternando l'attività sportiva al lavoro in miniera. Nel 1927 venne notato dai New York Yankees che, dopo alcune stagioni nelle Minors, lo invitarono allo spring training del 1930.
Chiuso dalla presenza di molti blasonati compagni, nel 1932 firmò per i St. Louis Browns, con i quali debuttò in Major League il 18 aprile dello stesso anno, in un incontro perso 14-7 contro i Detroit Tigers. Fu quindi il primo giocatore nato in Italia (su un totale di sette allo stato attuale) ad aver giocato in MLB. Con i Browns giocò 5 partite, per un totale di 7 riprese e una media PGL di 5.40.
Tornò in MLB solo nella stagione 1944 con i New York Giants, disputando 19 incontri con una media PGL di 4.54.
Ebbe una carriera più florida nelle Minors, dove giocò per 21 stagioni con un bilancio di 263 vittorie e 226 sconfitte con 3 no-hit.
Terminata la carriera, tornò a Barre a lavorare per la locale agenzia delle entrate. Morì il 19 dicembre 2000 a Berlin, all'età di 99 anni.